# موريل ستاينبيك
موريل ستاينبيك (بالإنجليزية: Muriel Steinbeck)‏ هي ممثلة أسترالية، ولدت في 1920 في بروكن هيل في أستراليا، وتوفيت في 20 يوليو 1982 في أورانج في أستراليا.

## وصلات خارجية
- موريل ستاينبيك على موقع IMDb (الإنجليزية)
- موريل ستاينبيك على موقع قاعدة بيانات الفيلم (الإنجليزية)